# Atolowczyk rdzawopierśny
Atolowczyk rdzawopierśny (Pampusana ferruginea) – wymarły gatunek średniej wielkości ptaka z rodziny gołębiowatych (Columbidae). Występował endemicznie na wyspie Tanna znajdującej się w terytorium Vanuatu; znany tylko z opisu sporządzonego przez Johanna Reinholda Forstera oraz jednej ilustracji autorstwa jego syna, Georga Forstera – obaj odwiedzili wyspę w 1774 roku jako uczestnicy drugiej wyprawy Jamesa Cooka.

## Taksonomia
Po raz pierwszy gatunek opisał Johann Reinhold Forster w 1775 roku, jednak jego pracę opublikowano pośmiertnie dopiero w 1844 roku. Opis dotyczył jedynie wyglądu upierzenia. Autor nadał nowemu gatunkowi nazwę Columba ferruginea. W 1829 roku Johann Georg Wagler, w oparciu o notatki Forstera, sporządził opis naukowy ptaka, i to on czasem uznawany jest za autora pierwszego opisu, gdyż jego praca została opublikowana wcześniej. Obecnie (2020) Międzynarodowy Komitet Ornitologiczny umieszcza atolowczyka rdzawopierśnego w rodzaju Pampusana, inni autorzy umieszczają go w rodzaju Alopecoenas, a jeszcze wcześniej zaliczano go do rodzaju Gallicolumba.
Rdzenni mieszkańcy Tanny posługujący się językiem południowotannańskim nazywali te ptaki Máhk.

## Morfologia
Długość jego ciała wynosiła około 27 cm. Posiadał rdzawobrązową głowę z czarnym dziobem, żółtawą tęczówką. Poza tym miał fioletowoczerwony grzbiet, ciemnozielone skrzydła, szary brzuch i czerwone nogi. Jego pierś porastały pióra rdzawobrązowe, a lotki w I rzędzie były brązowoszare z wąskimi oraz jasnymi krawędziami.

## Ekologia
Według niemieckojęzycznej notatki Forstera (nie była zawarta w angielskim i włoskim przekładzie książki o jego podróży) holotyp odstrzelono w lesie.

## Status
IUCN uznaje gatunek za wymarły. Gatunek jest znany wyłącznie z jednej ilustracji wykonanej 17 sierpnia 1774 przez Georga Forstera. Znajdowała się ona w kolekcji Josepha Banksa (1743–1820) oraz pojawiła się w spisie rysunków w kolekcji Muzeum Brytyjskiego z 1906. Wymarł nie później niż na początku XIX wieku, a przyczyniły się do tego prawdopodobnie zawleczone na wyspę szczury oraz polowania.